# Nishiyama Onsen Keiunkan
Nishiyama Onsen Keiunkan (jap. 西山温泉慶雲館) – ryokan znajdujący się w mieście Hayakawa, w prefekturze Yamanashi, w Japonii. Założony w 705 n.e., w 2011 uznany został przez Księgę rekordów Guinnessa za najstarszy działający hotel na świecie.

## Historia i opis
Hotel znajduje się u podnóża gór Akaishi, a jego założycielem jest Mahito Fujiwara, syn doradcy cesarza Tenji. Nazwa hotelu pochodzi od ery Keiun (704–708). Od momentu założenia jest nieprzerwanie prowadzony przez tę samą rodzinę (zarządzało nim już ponad 50 pokoleń), a przez lata swojej działalności gościł takie osoby jak Ieyasu Tokugawa czy Shingen Takeda.
Działalność hotelu związana jest z obecnością gorących źródeł, których wody pobierane są przez pompy o wydajności ponad 1500 litrów na minutę. W sumie w hotelu znajdują się 4 łaźnie zewnętrzne i 2 wewnętrzne, ponadto każdy pokój wyposażony jest w prywatne wanny z dostępem do wody z gorących źródeł. Wystrój wnętrz hotelu utrzymany jest w tradycyjnej japońskiej stylistyce.
Kosztowne modernizacje, malejąca liczba gości oraz konkurencja ze strony tańszych hoteli sprawiły, że przychody ryokanu spadły z ok. 996 mln jenów w 2000 do 596 mln jenów w 2016. W 2017 firma Yushima, do której należał hotel, zdecydowała o utworzeniu spółki Nishiyama Onsen Keiunkan, która stała się nowym właścicielem obiektu. W następnym roku Yushima została zlikwidowana.
W 2011 ryokan został uznany przez Księgę rekordów Guinnessa za najstarszy działający hotel na świecie.